# Johann Ulrich Grunholzer
Johann Ulrich Grunholzer (* 23. Juli 1810 in Gais; † 13. Januar 1880 in Herisau; heimatberechtigt in Gais) war ein Schweizer Gemeindeschreiber, Landschreiber und Politiker aus dem Kanton Appenzell Ausserrhoden.

## Leben
Johann Ulrich Grunholzer war ein Sohn des Lehrers, Wirts und Landschreibers Ulrich Grunholzer und der Katharina Nänni. Er war ein Bruder von Heinrich Grunholzer. Im Jahre 1832 heiratete er Anna Loppacher, Tochter von Bartholome Loppacher. Bis 1848 war Johann Ulrich Grunholzer Lehrer in Trogen. Von 1848 bis 1857 war er Landschreiber des Kantons Appenzell Ausserrhoden, Aktuar der kantonalen Facht- und der Landesschulkommission sowie Landespolizeiverwalter vor der Sitter. Ab 1857 bis 1876 war Grunholzer Gemeindeschreiber und Gemeinderat von Herisau. Er erwarb sich hohe Verdienste im Gesangswesen in seinen Wohngemeinden und im Kanton Appenzell Ausserrhoden: Von 1844 bis 1870 war er Dirigent des Appenzeller Sängervereins. Diesen präsidierte er von 1862 bis 1869. Ab 1860 bis 1863 war er Präsident des Appenzell-ausserrhodischen Kantonalschützenvereins.